# Det skvallrande hjärtat
Det skvallrande hjärtat är en novell av den amerikanske författaren Edgar Allan Poe. Med originaltiteln The Tell-Tale Heart publicerades novellen för första gången i James Russell Lowells kortvariga (3 utgåvor) månatliga litterära tidskrift The Pioneer i januari 1843. Poe ompublicerade den i Broadway Journal den 23 augusti 1845.
Det "skvallrande hjärtat" syftar på ett hjärta som huvudpersonen tycker sig höra slå, trots att personen i fråga är död.
Stig Järrel berättar på LP:n "Spökisar, rysare och sagor" denna novell bland annat. Stereo/mono ARD 1653 är beteckningen.
Bearbetning av Rune Olausson.
Novellen har filmatiserats ett flertal gånger, bland annat åren 1928, 1953 och 1960.
The Alan Parsons Project gjorde en skiva, som heter "Tales of Mystery and Imagination". "The Tell-Tale Heart" är en av låtarna på den skivan.